# إليزابيث شامبرز (ممثلة)
إليزابيث شامبرز (بالإنجليزية: Elizabeth Chambers)‏ هي ممثلة بريطانية، ولدت في 18 أغسطس 1933، وتوفيت في 26 مايو 2018.

## وصلات خارجية
- إليزابيث شامبرز (ممثلة) على موقع IMDb (الإنجليزية)
- إليزابيث شامبرز (ممثلة) على موقع قاعدة بيانات الفيلم (الإنجليزية)
- إليزابيث شامبرز (ممثلة) على موقع كينوبويسك (الروسية)